# Parafia Chrystusa Króla w Gorzowie Wielkopolskim
Parafia Chrystusa Króla w Gorzowie Wielkopolskim – rzymskokatolicka parafia z siedzibą w Gorzowie Wielkopolskim, położona w dekanacie Gorzów Wielkopolski – Chrystusa Króla, diecezji zielonogórsko-gorzowskiej, metropolii szczecińsko-kamieńskiej w Polsce, erygowana 1 marca 1946.

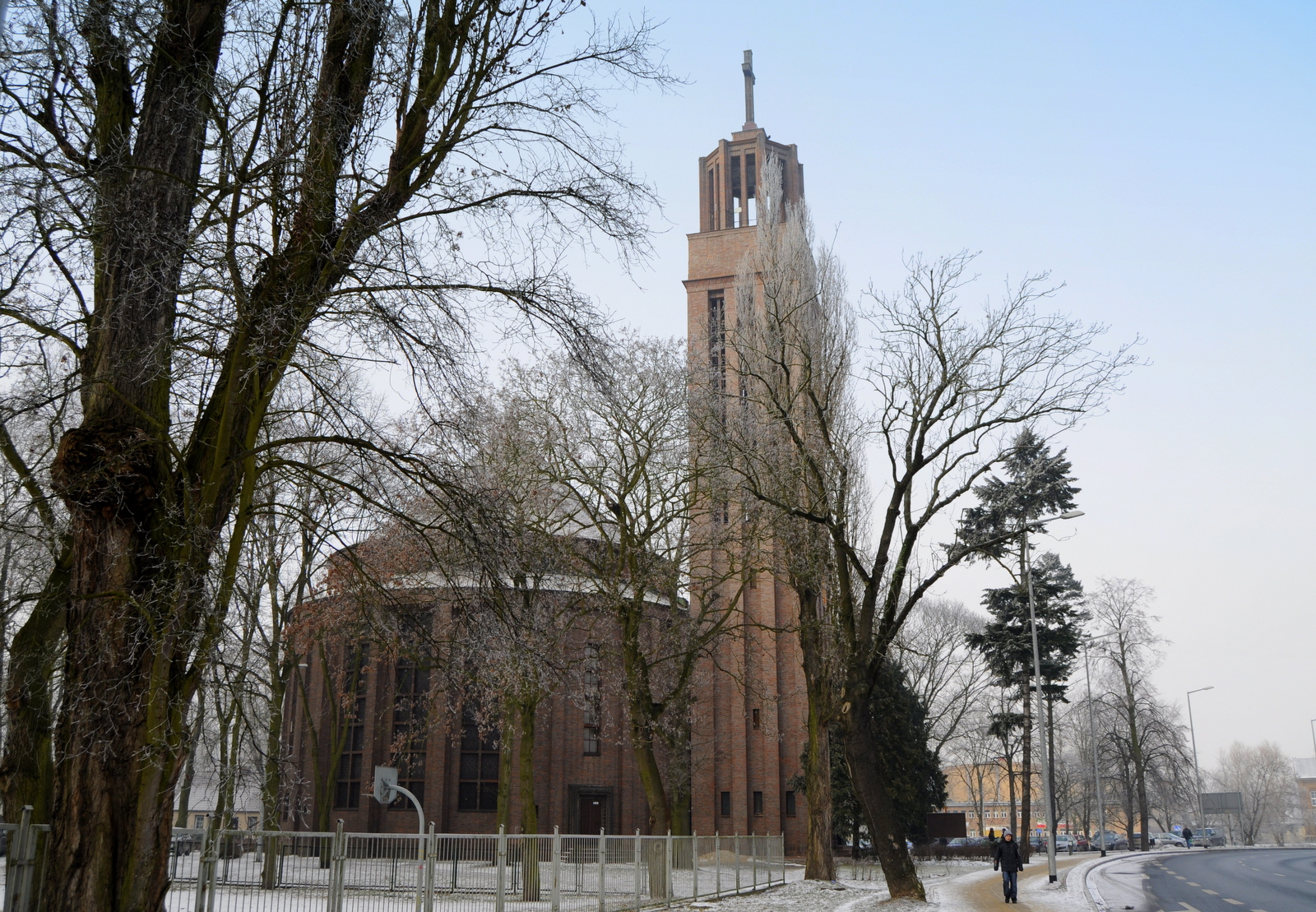
Kościół zimą

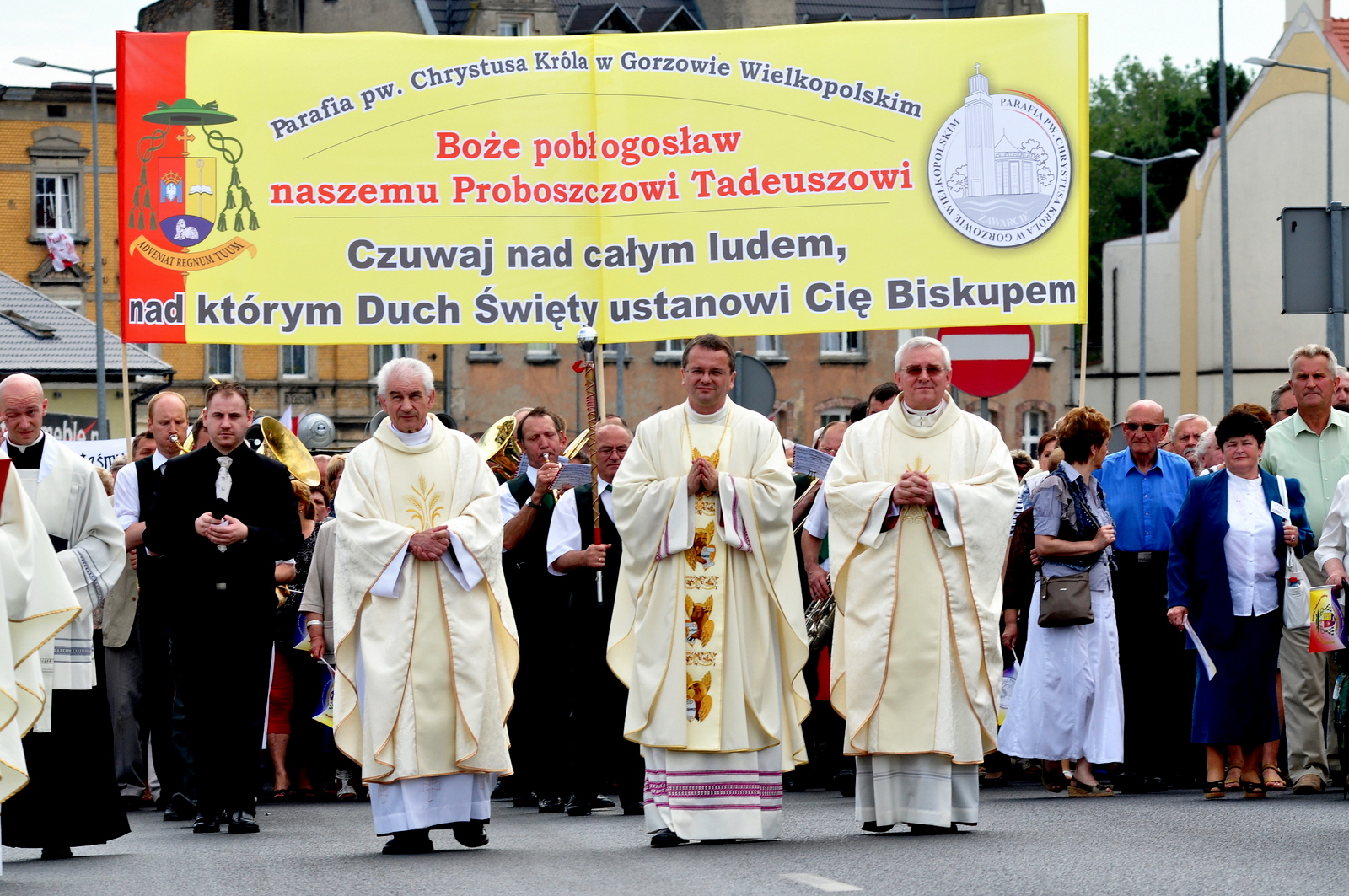
Wierni odprowadzają do katedry swojego proboszcza ks. Tadeusza Lityńskiego, w której otrzyma święcenia biskupie z rąk nuncjusza apostolskiego